# Georg Iggers
Georg G. Iggers (7 de dezembro de 1926 – 26 de novembro de 2017) foi um historiador estadunidense da Europa moderna, historiografia e história intelectual da Europa. 
Iggers nasceu em Hamburgo, Alemanha, em 1926. Sendo um judeu alemão, fugiu da Alemanha com sua família para os Estados Unidos em 1938, algumas semanas antes da noite dos cristais. Iggers fez parte do grupo de jovens emigrantes do Terceiro Reich, que mais tarde na vida, enquanto pesquisadores situados nos Estados Unidos, tiveram um impacto decisivo na releitura crítica da história da Alemanha.
Iggers foi Professor Emérito na Universidade de Buffalo e em 2007 recebeu a Cruz de Primeira Classe da Ordem do Mérito da República Federal da Alemanha. Iggers recebeu o Prêmio Humboldt, um doutorado honorário da Universidade de Richmond, Universidade Técnica de Darmstadt e Philander Smith College, e bolsas da Sociedade Filosófica Americana, Fundação Fulbright, Guggenheim Foundation, National Endowment for the Humanities, e da Fundação Rockefeller.
Morreu em 26 de novembro de 2017 devido a complicações causadas por uma hemorragia cerebral.

## Obra (seleção)
- (1968) The German conception of history. The national tradition of historical thought from Herder to the present. Wesleyan University Press, Middletown, Connecticut.
- (1975) New directions in European historiography. With a contribution by Norman Baker. Wesleyan University Press, Middletown, Connecticut.
- (1997) Historiography in the twentieth century. From scientific objectivity to the postmodern challenge. Wesleyan University Press, Hanover, NH.
- (2008) com Q. Edward Wang e Supriya Mukherjee: A Global History of Modern Historiography. Routledge.